# أبيان واي برودكشنز
أبيان واي برودكشنز: هي شركة لإنتاج الأفلام يقع مقرها في ويست هوليوود بكاليفورنيا، تأسست سنة 2004 بواسطة ليوناردو دي كابريو. منذ تاريخ إنشائها حتى سنة 2016 ؛ أنتجت الشركة 14 فيلما طويلا و5 أفلام وثائقية وبرنامجا تلفزيونيا واحدا، كما تعاقدت كثيرًا مع المخرج مارتن سكورسيزي.
كان أول فيلم أنتجته الشركة هو اغتيال ريتشارد نيكسون (سنة 2004)، الذي عرض خلال مهرجان كان السينمائي في نسخته السابعة والخمسين، ثم أنتجت ثاني فيلم لها الطيار (2004) الذي كان من بطولة ليوناردو دي كابريو وتلقى الفيلم عموما استحسانا من لدن النقاد وفاز بالعديد من جوائز الأوسكار من ضمنها جائزة أفضل فيلم. خلال السنوات الثلاثة القادمة أنتجت الفيلم الدرامي الكوميدي بستاني جنة عدن (2007)، والفيلم الوثائقي الساعة الحادية عشر (2007)، وكذا الموسم الثالث من السلسة التلفزية غرينسبورغ (2008-2010).
أبيان واي أنتجت ثلاثة أفلام مربحة مابين 2009 و2010؛ كان أولها فيلم الدراما أعداء الشعب (2009), وثانيها هو فيلم الرعب النفسي اليتيمة (2009), وأخرها كان فيلم الإثارة النفسية جزيرة شاتر (2010). ثم أصدرت بعدها ثلاثة أفلام أخرى سنة 2011، لاقت هي الأخرى نجاحا كبيرا. وعادت الشركة سنة 2013 بثلاثة إصدارات كان أهمها فيلم ذئب وول ستريت الذي عرف استقبالا واسعا من طرف الجمهو الأمريكي، لكنه منع من العرض في دول عديدة بسبب احتوائه على مشاهد مثيرة للجدل. وفي سنة 2015 أنتجت الشركة فيلم العائد الذي تناول حياة الصياد والمستكشف هيو غلاس.

## تاريخ

### 2010-2004
تأسست شركة أبيان واي برودكشنز على يد الممثل ليوناردو دي كابريو، وقد أخذت اسمها من الطريق الإيطالي الذي يحمل نفس الإسم. ويعتبر فيلم اغتيال ريتشارد نيكسون أول فيلم من إنتاجها، والذي كان من بطولة شون بن في دور صامويل بايك؛ الذي حاول الاعتداء على رئيس الولايات المتحدة ريتشارد نيكسون سنة 1974, وكان الفيلم القادم (الثاني) هو فيلم الطيار وذلك بالتعاون مع شركة جي كا فيلمز، حيث تلقى الفيلم استقبالا نقديا طيبا، محققا إيرادات بقيمة 213,7 مليون دولار، في حين كانت ميزانيته تقدر ب 110 مليون دولار. كما فاز الفيلم بإحدى عشر جائزة في حفل توزيع جوائز الأوسكار السابع والسبعون؛ من بينهما جائزة أفضل مخرج (سكورسيزي)، وأفضل ممثل (دي كابريو)، وأفضل ممثلة مساعدة (كيت بلانشيت).

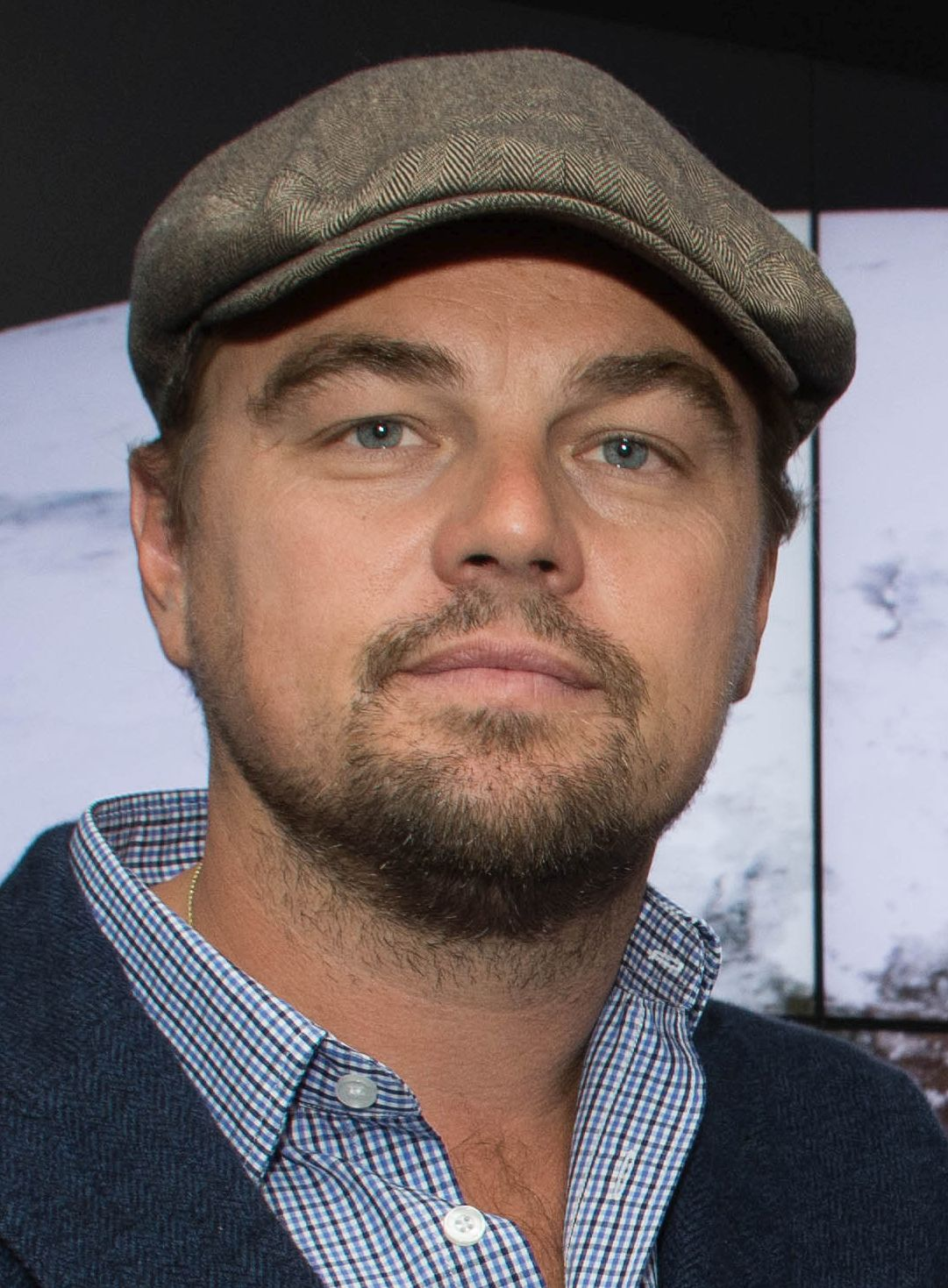
ليوناردو دي كابريو: مؤسس أبيان واي برودكشنز.

كيفن كونولي، -الصديق الحميم والمقرب من دي كابريو- أخرج الفيلم التالي لأبيان واي؛ فيلم الدراما الكوميدية بستاني جنة عدن (2007). أشهر قليلة بعد ذلك أنتجت الشركة فيلم الساعة الحادية عشر الذي كام عبارة عن فيلم وثائقي يتناول ظاهرة الإحتباس الحراري، الذي عرض 50 اقتراحا علميا لحل مختلف المشاكل البيئية، وقد فاز هذا الفيلم بجائزة فيلم الراقية البيئية المقدمة من طرف ناشيونال جيوغرافيك في مارس 2008. وبعدها حصل دي كابريو على مهمة كتابة الموسم الثالث من السلسة التلفزية غرينسبورغ (2008-2010) كما ضمن للشركة مهمة الإنتاج.
أبيان واي برودكشنز أنتجت فيلما أخرا سنة 2009 هو أعداء الشعب الذي أخرجه مايكل مان، ولعب دور بطولته كل من جوني ديب وكريستيان بيل، بحيث تناول الفيلم السنوات الأخيرة من حياة لص المصارف الشهير جون ديلينجر (ديب) الذي كان ملاحقا من طرف عميل إف بي أي ميلفين بورفيس خلال الكساد الكبير.
ثم أصدرت الشركة فيلم اليتيمة بالتعاون مع شركة دارك كاستل إنترتاينمنت الذي يتحدث عن قصة زوجين توفي إبنهما قبل ولادته، لذلك يتبنيان طفلة غامضة من الميتم.
في سنة 2013 أنتجت الشركة فيلم الإثارة النفسية جزيرة شاتر، المقتبس من رواية تحمل نفس الاسم، للكاتب دينيس لهان، وقد لاقى الفيلم أراء نقدية إيجابية ونجاحا في شباك التذاكر؛ فقد وصلت إيراداته إلى 294,8 مليون دولار.

### 2011-الآن
ذات الرداء الأحمر من إخراج كاثرين هاردويك؛ كان هو أول فيلم لشركة أبيان واي برودكشنز في سنة 2011، الفيلم قائم على القصة الشهيرة الفتاة ذات الرداء الأحمر، واعتبر من بين أفضل الأفلام لسنة 2011. ثم أصدرت الشركة فيلمها الثاني لنفس السنة انفصال والذي كان عبارة عن فيلم درامي يتناول موضع نظام التعليم الدراسي الثانوي. أما أخر فيلم لسنة 2011 كان من إخراج جورج كلوني تحت عنوان ايديس أوف مارش، من بطولة رايان غوسلينغ وجورج كلوني وفيليب سيمور هوفمان، حيث ارتكز على مسرحية «شمال فاراغوت» للكاتب بو ويليمون.

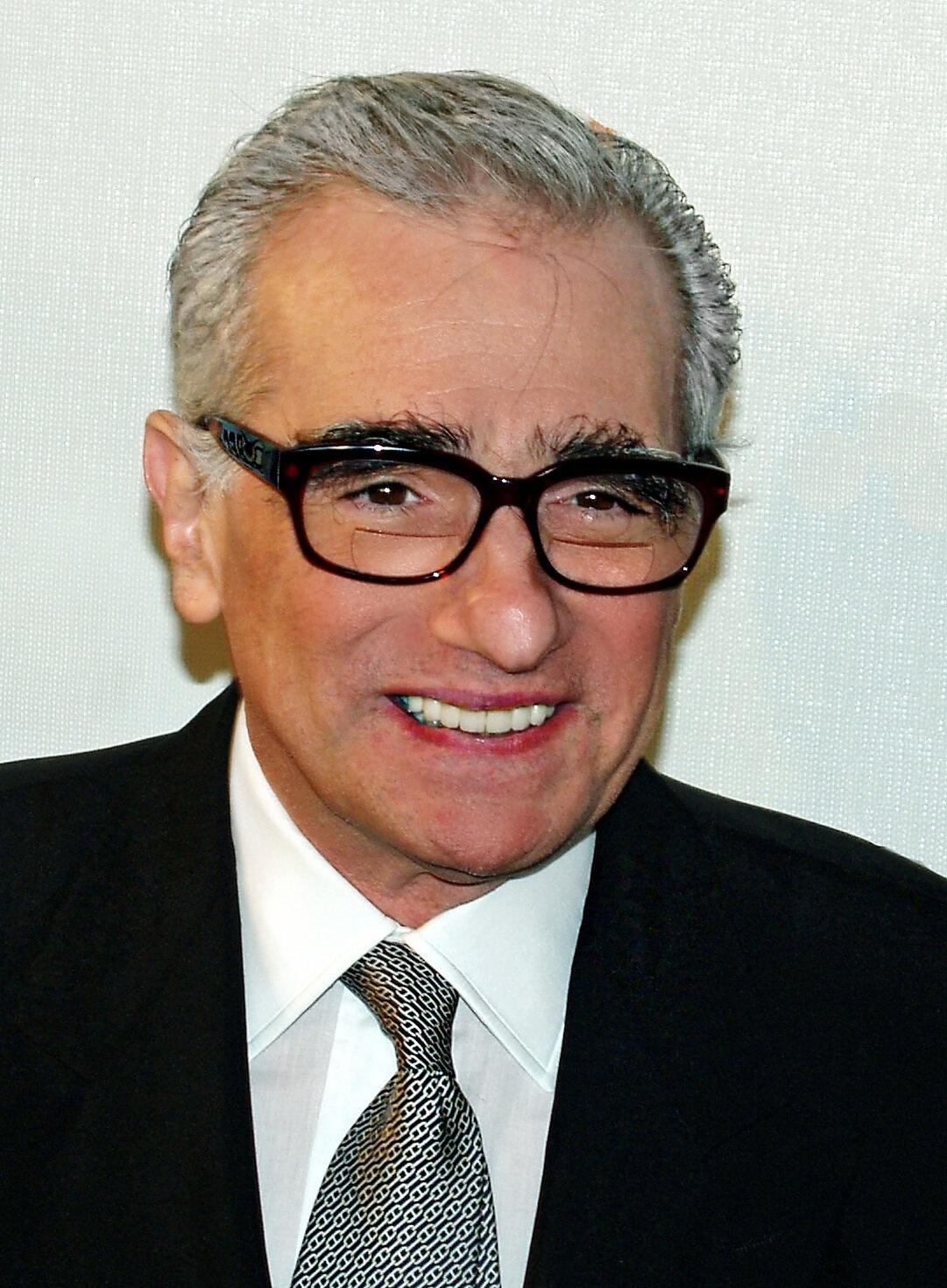
مارتن سكورسيزي، أخرج ثلاثة أفلام للشركة: الطيار (2004), جزيرة شاتر (2010), وذئب وول ستريت (2013), حيث لاقت كل هذه الأفلام نجاحا كبيرا.

في سنة 2013, أنتجت أبيان واي ثلاثة أفلام؛ الأول هو عداء عداء، والثاني هو فيلم الإثارة خارج الفرن الذي لم يحقق الأهداف المرجوة وتلقى انتقادات سلبية من طرف النقاد. أما الفيلم الثالث الذي أخرجه مارتن سكورسيزي كان هو فيلم الكوميديا ذئب وول ستريت الذي تناول سيرة جوردان بيلفورت (دي كابريو)، واقتبست القصة من مذكرات تحمل نفس العنوان. الفيلم تم تصويريه في غينيا وماليزيا ونيبال، وقد لاقى الفيلم معارضة في العديد من البلدان بسبب المشاهد المثيرة للجدل، لكنه بالمقابل عرف نجاحا كبيرا في الولايات المتحدة حيث احتل المرتبة السابعة عشر ضمن قائمة أعلى الأفلام دخلا لسنة 2013, كما فاز بالعديد من جوائز الأوسكار من ضمنها جائزة أفضل فيلم، وأفضل ممثل (دي كابريو).
في سنة 2015, أصدرت الشركة فيلم العائد من بطولة ليوناردو دي كابريو وتوم هاردي ومن إخراج أليخاندرو غونزاليز إيناريتو؛ فيلم السيرة الذاتية والإثارة هذا، مبني على رواية تحمل نفس الاسم للكاتب مايكل بونكي التي تتناول سيرة الصياد والمستكشف الشهير هيو غلاس، وقد حظي الفيلم بإشادة إيجابية من طرف النقاد وإستقبال جماهيري واسع بحيث وصلت إيراداته إلى 533 مليون دولار. كما حصد 12 ترشيحا لجوائز الأوسكار، وفاز بثلاثة منها من بينها جائزة أفضل مخرج وأفضل ممثل.
في ماي 2016, تعاقدت شركة أبيان واي مع باراماونت بيكتشرز في صفقة لمدة ثلاث سنوات. وفي دجنبر 2016, أصدرت الشركة فيلم يعيش ليلا المبني على رواية تحمل نفس الاسم من كتابة دينيس لهان، وقد تكلف بن أفليك بمهام الإخراج والكتابة والبطولة. وخلال نفس السنة أنتجت الشركة أربعة أفلام وثائقية هي: طريق دافيس، الكاهن الأخير، لعبة العاج، وقبل الطوفان؛ هذا الأخير فاز بجائزة أفضل فيلم وثائقي بريطاني.
في 2017, أنتجت الشركة الفيلم التلفزي تحت السرير. كما أصدرت -بالتعاون مع بلمهوس برودكشنز- فيلم الرعب الخارق للطبيعة هذيان، وفي شتنبر مت نفس السنة بدأت بإنتاج فيلما أخرا تحت عنوان روزفلت الذي يتناول حياة الرئيس الأمريكي ثيودور روزفلت، حيث لعب دي كابريو دور بطولته، وأخرجه مارتن سكورسيزي، وقامت شركة باراماونت بيكتشرز بتوزيعه. الفيلم لم يتم الإعلان عن تاريخ صدوره لحد الآن.

## إنتاجات

### أفلام
- اغتيال ريتشارد نيكسون (2004)
- الطيار (2004)
- بستاني جنة عدن (2007':)
- أعداء الشعب (2009)
- اليتيمة (2009)
- جزيرة شاتر (2010)
- ذات الرداء الأحمر (2011)
- انفصال (2011)
- ايديس أوف مارش (2011)
- عداء عداء (2013)
- خارج الفرن (2013)
- ذئب وول ستريت (2013)
- العائد (2015)
- يعيش ليلا (2016)
- هذيان (2018)
- روبن هود (2018)

### برامج تلفيزية
- غرينسبورغ (2008-2010)
- تحت السرير (2017)

### أفلام وثائقية
- الساعة الحادية عشر (2007)
- طريق دافيس (2016)
- الكاهن الأخير (2016)
- لعبة العاج (2016)
- قبل الطوفان (2016)

## اقرأ أيضا
- ليوناردو دي كابريو
- قائمة أعمال ليوناردو دي كابريو

## وصلات خارجية
- أبيان واي برودكشنز على موقع IMDb (الإنجليزية)
- أبيان واي برودكشنز في قاعدة بيانات الأفلام على الإنترنت